# З ювілеєм зачекаємо
«З ювілеєм почекаємо» — радянський художній фільм 1985 року про реформування управління колгоспами, знятий на кіностудії «Білорусьфільм».

## Сюжет
Голова колгоспу «Новий побут» Віктор Микитович Ткачук, який вивів відстале господарство в передові, вирішує до ювілею колгоспу побудувати санаторій. Цього часу район повинен ввести в дію кормзавод і на його будівництво потрібно виділити техніку з людьми. Ткачука призначають головою районного агропромислового об'єднання (РАПО) — і раптом він розуміє, що раніше вибиваючи собі особливі умови у секретаря райкому, що підтримує показовий колгосп, він за рахунок сусідніх господарств забезпечив успіх свого колгоспу — будував «світле майбутнє на своєму п'ятачку». Він вирішує створити рівні умови всім колгоспам, не даючи переваг «Новому побуту».

## У ролях
- Кирило Лавров —  Віктор Микитович Ткачук, голова колгоспу
- Леонід Неведомський —  Петро Савелійович Харьковеч, секретар райкому
- Борис Новиков —  Григорій Костянтинович, «Філософ»
- Людмила Писарєва —  Анна Павлівна, передова колгоспниця, дружина Григорія
- Любов Віролайнен —  Інга Петрівна, завідуюча Будинком Культури
- Олександр Денисов —  Олександр Федорович Макареня
- Тетяна Чекатовська —  Ніна Іванівна, дружина Макареня
- Євген Шутов —  Сергій Євдокимович Трофимчук
- Володимир Талашко —  голова сусіднього колгоспу
- Володимир Носик —  Іван Булига
- Ігор Васильєв —  скульптор
- Андрій Душечкін —  Юрій Ткачук, син Віктора Микитовича
- Ростислав Шмирьов —  бухгалтер
- Олександр Кашперов —  Махмуд
- Володимир Кулешов — епізод
- Ірина Зеленко — епізод
- Марія Зінкевич — епізод
- Анна Кисель — епізод
- Олександра Зиміна — епізод
- Зінаїда Бондаренко — епізод
- Олексій Бірічевський — епізод
- Петро Юрченков — епізод
- Анатолій Гур'єв — епізод
- Анатолій Чарноцький — епізод
- Петро Солдатов — епізод
- Володимир Міщанчук — епізод

## Знімальна група
- Режисер — Борис Горошко
- Сценаристи — Євген Будінас, Анатолій Кудрявцев
- Оператор — Едуард Садрієв
- Композитор — Євген Дога
- Художник — Ігор Топілін